# Luigino Vascon
Luigino Mario Vascon (Sossano, 13 ottobre 1956 – Sossano, 19 giugno 2022) è stato un politico italiano.

## Biografia
Eletto per la prima volta deputato nel 1996 con la Lega Nord, alle elezioni politiche del 2001 fu riconfermato. Fu membro, dal 1996 al 2001, della XIII Commissione agricoltura e, dopo la rielezione di nuovo membro, fino al 2006, della XIII Commissione.